# Nematodózy ptáků
Nematodózy představují onemocnění vyvolávané parazitujícími hlísticemi (Nematoda). U ptáků jsou hlístice nejdůležitější skupinu helmintů u domestikovaných, volně žijících i v zajetí chovaných ptáků. Z hlediska ekonomických ztrát v chovech domácí drůbeže, počtem parazitujících druhů a širokým hostitelským spektrem přesahují nematodózy význam dalších helmintóz způsobovaných u ptáků vrtejši, motolicemi i tasemnicemi. Zatímco u kura domácího chovaného intenzivním způsobem je frekvence výskytu nematodóz minimální, u ostatní drůbeže i ptáků přicházejících do kontaktu s kontaminovanou půdou či vnějším prostředím se nematodózy vyskytují mnohem častěji.
Hlístice nejčastěji parazitují u ptáků v gastrointestinálním traktu, ale nacházejí se i v dýchacích cestách, v očích, v podkoží, tělní dutině i vzdušných vacích. Divoce žijící ptáci jsou potenciálním zdrojem infekce pro komerčně chovanou drůbež i v zajetí chované ptáky.

## Obecná morfologická charakteristika hlístic
Hlístice představují početnou, morfologicky i biologicky různorodou skupinu helmintů. Tělo bělavé, nažloutlé až načervenalé barvy mají protáhlé, válcovité, vřetenovité, niťovité, vzácně kulovité (např. samice Tetrameres spp.); velikost je velmi variabilní. Pohlaví jsou většinou odděleného (gonochoristé), samice jsou zpravidla větší než samci. Povrch těla tvoří kutikula, která je rozdělena prstencovitými zářezy různé hloubky. Hladká kutikula je vzácná a vytváří variabilní útvary na hlavovém (límec, výrůstky, vezikuly, trny, provazce aj.) i ocasním konci (výdutě, štítky, bradavky, přísavky aj.), podélné nebo spirálovitě probíhající hřebeny na těle, cervikální (šíjová) křídla (alae), laterální a kaudální (ocasní) křídla.Tyto útvary slouží k přichycení hlístic ve tkáni hostitelů a při kopulaci. Mají rovněž mimořádný význam pro identifikaci a systemizaci hlístic.
Utváření hlavového konce je charakteristické pro jednotlivé skupiny hlístic. Hlavový konec bývá nejčastěji oblý, s kutikulárními výběžky nebo bez nich. Ústní otvor je obvykle umístěn terminálně. Kolem úst mohou být v různém stupni vyvinuté pysky, nesoucí senzorické orgány, někdy i s malými zoubky. Vlastní dutina ústní je vyvinuta nebo může být redukovaná; někdy je zformována do tzv. ústní kapsuly odlišného tvaru, která má vnitřní povrch hladký, s výstupky, lištami nebo zuby.
Na dutinu ústní navazuje jícen, jehož tvar se také liší podle systematické skupiny hlístic. Může být jednoduchý (tvořený jednou nedělenou částí) nebo komplexnější, rozdělený na přední svalnatou a zadní žláznatou část. U roupů je zadní část jícnu rozšířena v tzv. bulbus. Na jícen navazuje střevo, které je spojeno krátkým rektem s análním otvorem v zadním konci těla. U samců se k zadní části střeva připojují vývody pohlavních žláz a vytvářejí společnou kloaku. U samic jsou vulva a anus oddělené. Vyústění vulvy je opět důležitým systematickým znakem.
V blízkosti vývodů samčích pohlavních orgánů jsou situovány pomocné kopulační orgány – spikula a gubernakulum. Spikula mohou být dvě (stejného nebo naopak různého tvaru a délky), jedno nebo chybí. Při kopulaci se spikuly svými distálními konci vsunují do pochvy samice a slouží jako orgán přichycení. Gubernakulum slouží k usměrnění vysunutých spikul.
Samci některých druhů hlístic (Strongylata) mají kaudální křídla modifikovaná v tzv. burzu kopulatrix (složenou ze dvou laloků laterálních a jednoho dorzálního). Burza kopulatrix je vyztužena skupinami žeber dorzálních, laterálních a ventrálních. Kaudální křídla jsou obvykle podpírána papilami, které podle lokalizace se označují jako pre-, para- a postkloakální.
Samice mohou být oviparní (kladou vajíčka bez larvy), ovoviviparní (vajíčka obsahují již vyvinutou larvu 1. stadia) a viviparní (kladou již volné larvy). Morfologie vajíček je také velmi různorodá. Některá mohou obsahovat malá víčka na jednom nebo obou pólech, jiná mají výrazné pólové zátky.

## Základní schema vývojového cyklu hlístic
U nematod probíhá vývoj od nižšího do vyššího larválního stadia svlékáním, zatímco ostatní helminti (Trematoda, Cestoda, Acanthocephala) uskutečňují ontogenezi metamorfózou.
Podle typu vývoje se u hlístic rozlišují dva základní vývojové cykly – přímý a nepřímý. Hlístice s přímým vývojovým cyklem (monoxenní helminti, geohelminti) uskutečňují svůj vývojový cyklus ve vnějším prostředí bez spoluúčasti mezihostitele. Vajíčka nebo larvy 1. stadia (L1) se dostávají do prostředí s trusem hostitele a zde se při vhodných teplotních a vlhkostních podmínkách dále vyvíjejí až po infekční larvu. Hostitel se nakazí pozřením infekční larvy ve vajíčku nebo larvou již z vajíčka uvolněné, případně perkutánně bodavým hmyzem, kdy larvy aktivně pronikají kůží do těla hostitele (Amidostomum spp.)
Hlístice s nepřímým vývojem (heteroxenní helminti, biohelminti) potřebují ke svému vývoji mezihostitele (nejčastěji bezobratlý živočich). Vajíčka obsahující larvy 1. stadia (nebo volné larvy L1) jsou pozřeny mezihostitelem, v jeho střevě se uvolní z vajíčka a pronikají do dutiny tělní, kde vývoj pokračuje až po infekční larvu. Konečný hostitel se nakazí pozřením mezihostitele, který obsahuje infekční larvu biohelmintů.
Vývoj larválních stadií hlístic je různě dlouhý a jednotlivá stadia jsou od sebe oddělena procesy svlékání larvální kutikuly. V celém vývoji probíhají 4 svlékání (larvální stadia L1 až L4, přičemž poslední stadium L5 představuje dospělá nezralá stadia). Infekční larvy jsou obvykle ve stadiu L2 nebo L3. Další stadia vývoje probíhají v hostiteli.
Zdrojem infekce pro konečného hostitele může být také paratenický hostitel (rezervoárový nebo transportní hostitel), který není hostitelem ani mezihostitelem, ale slouží pouze k přechovávání infekčních larev (např. dešťovky nebo ryby).
Interval od počátku infekce až do začátku produkce vajíček příslušným druhem helminta se nazývá prepatentní doba, interval od dosažení pohlavní dospělosti červů až do doby opuštění organismu hostitele jako patentní doba.

## Hlístice trávicího traktu ptáků
- Ascaridia galli, A. compar, A. dissimillis, A. numidae – askaridióza
- Porrocaecum crassum, P. ensicaudatum, P. semitere – porrocekóza
- Capillaria annulata, C. contorta, C. obsignata, C. caudinflata, C. bursata, C. anatis – kapilarióza
- Heterakis dispar, H. isolonche, H. gallinarum – heterakidóza
- Amidostomum skrjabini, A. anseris – amidostomóza
- Tetrameres americana, T. crami, T. fissispina, T. pattersoni – tetrameróza
- Echinuria uncinata, Gongylonema ingluvicola, Cyrnea colini, Dispharynx nasuta, Epomidiostomum uncinatum, Streptocara crassicauda, *Cheilospirura hamulosa, Ch. spinosa, Ornithostrongylus quadriradiatus, Subulura brumpti, S. strongylina, S. suctoria, *Strongyloides avium, Trichostrongylus tenuis, Aulonocephalus lindquisti, Libyostrongylus douglassi

## Hlístice dýchacího traktu ptáků
- Syngamus trachea – syngamóza
- Cyathostoma bronchialis, C. cacatuata – cyatostomóza

## Hlístice oka ptáků
- Oxyspirura mansoni, O. petrowi

## Další hlístice parazitující u ptáků
- Aproctella stoddardi, Singhfilaria hayesi, Dicheilonema spicularum, Chandlerella quiscali, Baylisascaris procyonis